# Барчиньская, Иоанна
Иоанна Барчиньская (пол. Joanna Barczyńska, урождённая Детко (пол. Detko); род. 14 июля 1972, Кельце) — польская шахматистка, победительница чемпионата Польши по шахматам среди женщин (1989).

## Шахматная карьера
В шахматы начала играть в возрасте шести лет, а первым тренером был её отец Веслав Детко. В 1984 году она выиграла чемпионат Кельцского воеводства по шахматам среди юниоров, а год спустя — чемпионат Кельцского воеводства по шахматам.
Самый большой успех в её карьере произошел в 1989 году в Познане. В чемпионате Польши по шахматам среди женщин Иоанна Детко была одной из двух теоретически самых слабых участниц, не имеющих даже международного рейтинга, но в возрасте 16 лет она сумела завоевать титул чемпионки страны и стать национальним мастером. В том же году она заняла 7-е место в чемпионате мира по шахматам среди девушек до 18 лет в Сан-Хуане.
Позже Иоанна Детко не смогла повторить эти успехи в зональном турнире в Брно (1989) и чемпионате Польши по шахматам среди женщин (1990).

## Личная жизнь
В 1991 году Иоанна Детко начала учебу в Варшавском медицинском университете и отказалась от участия в шахматных турнирах. В 1997 году она окончила медицинский университет по специальности врач. С 2005 года специализируется в внутренних болезнях, а с 2008 года — в кардиологии.
В 2006 году она вышла замуж за доктора медицины Петра Барчиньского. У них две дочери: София и Анна.

## Изменения рейтинга
| Графики недоступны из-за технических проблем. См. информацию на Фабрикаторе и на mediawiki.org. |